# Massakern vid musikfestivalen i Re'im
Massakern vid musikfestivalen i Re'im krävde 364 civila dödsoffer och var den dödligaste av de många massakrer som utfördes av Hamas under dess överraskningsattack mot Israel den 7 oktober 2023. Ungefär 4 000 personer hade samlats i Negevöknen utanför byn Re'im i Södra distriktet i Israel för festivalen Supernova, för att uppmärksamma högtiden Sukkot samt för att fira "enhet och kärlek". Hamas tog sig in i festivalområdet, dels via marken men också med motordrivet skärmflyg, och sköt urskillningslöst mot festivaldeltagarna. Videosekvenser visar hur människor flyr i panik, samtidigt som Hamas skjuter dem i ryggen. Hamas sköt även ihjäl dem som försökte fly i sina bilar, samt mot dem som gömde sig i skyddsrum. Många kvinnor våldtogs i samband med massakern, för att därefter dödas. Cirka 40 personer kidnappades från festivalen och fördes tillbaka till Gazaremsan.

## Bakgrund
Mellan 6–7 oktober arrangerade organisationen Tribe of Nova eventet "Supernova Sukkot Gathering", en psykedelisk musikfestival som var en israelisk version av den brasilianska festivalen Universo Parallello. Festligheterna tog plats ungefär fem kilometer från Gazaremsan. Då evenemanget anordnades på Sukkots sista dag, samt dagen efter denna, sammanföll det med den judiska högtiden Simchat Torah.

## Förlopp
Hamasattacken inleddes klockan 06.30 på morgonen med att tusentals raketer avfyrades mot Israel, som täckmantel för de cirka 3 000 terrorister som samtidigt tog sig in i landet. Festivalen var en av Hamas första mål under attacken. Terroristerna tog sig till området både hjälp av bilar och motordrivet skärmflyg. Vittnen beskriver hur man först hörde sirener varna för inkommande raketer, och inte långt därefter stängdes elektriciteten av varpå Hamas-män kom in i festivalområdet och öppnade eld åt alla håll.
Hamas spärrade av vägarna från området, och sköt ihjäl alla som försökte färdas på dem, vilket tvingade offren att fly till fots österut. På grund av den öppna ökenterrängen var det svårt att hitta platser att gömma sig på, och den som överlevde gjorde det genom att antingen gömma sig under buskage, täcka sig med sand, eller spela död. Videoklipp visar hur Hamas skjuter människor i ryggen samtidigt som de flyr över öknen, samt hur de skjuter mot och kastar granater in i fulla skyddsrum.
40 personer togs som gisslan under massakern.